# Carwyn Jones
Carwyn Jones (ur. 21 marca 1967 w Swansea) – walijski prawnik i polityk, członek Walijskiej Partii Pracy. Od 9 grudnia 2009 do 13 grudnia 2018 pełnił urząd pierwszego ministra Walii.

## Życiorys

### Młodość i kariera zawodowa
Pochodzi z rodziny, gdzie w domu mówiło się po walijsku, choć język ten zna w Walii zdecydowanie mniej osób niż angielski. Ukończył studia prawnicze na Aberystwyth University, a następnie kontynuował edukację w Londynie. W 1989 uzyskał prawo wykonywania zawodu adwokata. Prowadził praktykę w Swansea, a następnie w Cardiff. Przez dwa lata pracował też na Cardiff University, gdzie prowadził zajęcia dla aplikantów adwokackich.

### Kariera polityczna
Karierę polityczną rozpoczął w samorządzie lokalnym, a dokładniej w radzie hrabstwa Bridgend, gdzie zasiadał przez pięć lat, a przez rok dodatkowo pełnił funkcję lidera frakcji labourzystowskiej. W 1999 został wybrany do Walijskiego Zgromadzenia Narodowego. Rok później został członkiem autonomicznego rządu Walii, gdzie odpowiadał za kwestie rolnictwa i rozwoju wsi. W czasie jego urzędowania, w roku 2001, Wielką Brytanię dotknęła epidemia pryszczycy (choroby zwierząt), a Jones odpowiadał za walkę z nią na terenie Walii. Po wyborach z roku 2007 został ministrem ds. edukacji, kultury i języka walijskiego.
Kiedy we wrześniu 2009 wieloletni przywódca Walijskiej Partii Pracy i zarazem pierwszy minister Walii, Rhodri Morgan, ogłosił zamiar przejścia na polityczną emeryturę, Jones znalazł się w grupie pretendentów do przejęcia po nim schedy. 1 grudnia 2009 wygrał wewnątrzpartyjne wybory lidera, a dziewięć dni później przejął od Morgana kierowanie walijskim rządem.